# David Valero
David Valero Serrano (Baza, 27 de diciembre de 1988) es un deportista español que compite en ciclismo de montaña en la disciplina de campo a través.
Participó en tres Juegos Olímpicos de Verano, obteniendo una medalla de bronce en Tokio 2020, en la prueba individual, el noveno lugar en Río de Janeiro 2016 y el décimo en París 2024.
Ganó una medalla de plata en el Campeonato Mundial de Ciclismo de Montaña de 2022 y una medalla de bronce en el Campeonato Europeo de Ciclismo de Montaña de 2018.
Además, obtuvo una medalla de bronce en el Campeonato Mundial de Ciclismo de Montaña en Maratón de 2024 y una medalla de plata en el Campeonato Europeo de Ciclismo de Montaña en Maratón de 2024.

## Medallero internacional
| Juegos Olímpicos   | Juegos Olímpicos      | Juegos Olímpicos  | Juegos Olímpicos |
| Año                | Lugar                 | Medalla           | Competición      |
| ------------------ | --------------------- | ----------------- | ---------------- |
| 2020               | Tokio (Japón)         | Medalla de bronce | Campo a través   |
| Campeonato Mundial |                       |                   |                  |
| Año                | Lugar                 | Medalla           | Competición      |
| 2022               | Les Gets (Francia)    | Medalla de plata  | Campo a través   |
| Campeonato Europeo |                       |                   |                  |
| Año                | Lugar                 | Medalla           | Competición      |
| 2018               | Glasgow (Reino Unido) | Medalla de bronce | Campo a través   |

| Campeonato Mundial | Campeonato Mundial        | Campeonato Mundial | Campeonato Mundial |
| Año                | Lugar                     | Medalla            | Competición        |
| ------------------ | ------------------------- | ------------------ | ------------------ |
| 2024               | Snowshoe (Estados Unidos) | Medalla de bronce  | Campo a través     |
| Campeonato Europeo |                           |                    |                    |
| Año                | Lugar                     | Medalla            | Competición        |
| 2024               | Viborg (Dinamarca)        | Medalla de plata   | Campo a través     |

## Palmarés
2015
- Campeonato de España XCO

2017
- Campeonato de España XCO

2018
- Campeonato de España XCO
- 3.º en el Campeonato de Europa de XCO

2019
- Campeonato de España XCO

2020
- Campeonato de España XCO

2021
- Campeonato de España XCO
- 3.º en los Juegos Olímpicos de Tokio 2020

2022
- Campeonato de España XCO
- 2.º en el Campeonato Mundial XCO
- Campeonato de España XCO Circuito Corto

2023
- Campeonato de España XCO

2024
- Campeonato de España XCO
- 2.º en el Campeonato de Europa de XCM de 2024
- 3.º en el Campeonato Mundial XCM

## Resultados en la Copa del Mundo
| Año  | Modalidad | 1      | 2      | 3      | 4       | 5      | 6      | 7       | 8       | 9      | Pos. | Puntos |
| ---- | --------- | ------ | ------ | ------ | ------- | ------ | ------ | ------- | ------- | ------ | ---- | ------ |
| 2013 | XCO       | ALB —  | NOV —  | VAL —  | AND 31  | MON —  | HAF 30 |         |         |        | 55.º | 90     |
| 2014 | XCO       | PIE —  | CAI —  | NOV 56 | ALB 111 | MON —  | WIN —  | MER 43  |         |        | 87.º | 40     |
| 2015 | XCO       | NOV 46 | ALB 54 | LEN 31 | MON —   | WIN —  | VAL 24 |         |         |        | 36.º | 138    |
| 2016 | XCO       | CAI 28 | ALB 8  | LAB 19 | LEN 5   | MON 9  | AND 18 |         |         |        | 8.º  | 538    |
| 2017 | XCO       | NOV 2  | ALB 4  | AND 22 | LEN 5   | MON 12 | VAL 26 |         |         |        | 4.º  | 691    |
| 2018 | XCC       |        | ALB 39 | NOV 16 | VAL 15  | AND 36 | MON 18 | LAB 10  |         |        | 11.º | 575    |
| 2018 | XCO       | STE —  | ALB 7  | NOV 33 | VAL 6   | AND 10 | MON 8  | LAB 13  |         |        | 11.º | 575    |
| 2019 | XCC       | ALB 21 | NOV 19 | AND 19 | LES 7   | VAL 31 | LEN 32 | SNO 35  |         |        | 17.º | 450    |
| 2019 | XCO       | ALB 10 | NOV 29 | AND 15 | LES 10  | VAL 31 | LEN 18 | SNO 48  |         |        | 17.º | 450    |
| 2020 | XCC       | LEN C  | VAL C  | LES C  | NOV 18  | NOV 21 |        |         |         |        | 42.º | 60     |
| 2020 | XCO       | LEN C  | VAL C  | LES C  | NOV 39  | NOV 59 |        |         |         |        | 42.º | 60     |
| 2021 | XCC       | ALB 22 | NOV 23 | LEO 16 | LES 13  | LEN 13 | SNO —  |         |         |        | 23.º | 359    |
| 2021 | XCO       | ALB 28 | NOV 15 | LEO 17 | LES 19  | LEN 17 | SNO —  |         |         |        | 23.º | 359    |
| 2022 | XCC       | PET 16 | ALB 15 | NOV 26 | LEO 9   | LEN 10 | AND 13 | SNO 10  | MON 11  | VAL 20 | 4.º  | 1511   |
| 2022 | XCO       | PET 39 | ALB 5  | NOV 12 | LEO 6   | LEN 6  | AND 2  | SNO 1   | MON 3   | VAL 6  | 4.º  | 1511   |
| 2023 | XCC       | NOV 20 | LEN 8  | LEO 21 | VAL 21  | AND 32 | LES 29 | SNO 35  | MON LES |        | 22.º | 583    |
| 2023 | XCO       | NOV 27 | LEN 5  | LEO 13 | VAL 21  | AND 36 | LES 46 | SNO DNS | MON LES |        | 22.º | 583    |
| 2024 | XCC       | MAI 33 | ARA 29 | NOV 34 | VAL 28  | CRA 29 | LES 27 | LAK 37  | MON DNS |        | 31.º | 416    |
| 2024 | XCO       | MAI 39 | ARA 43 | NOV 37 | VAL 20  | CRA 25 | LES 30 | LAK 42  | MON 27  |        | 31.º | 416    |